# Yosa (Broto)
Yosa ist ein spanischer Ort in den Pyrenäen in der Provinz Huesca der Autonomen Gemeinschaft Aragonien. Der Ort gehört zur Gemeinde Broto. Yosa hat seit den 1970er Jahren keine Einwohner mehr.

## Geschichte
Im Jahr 1900 hatte der Ort 63 Einwohner.   

## Sehenswürdigkeiten
- Pfarrkirche Santiago Apóstol, erbaut im 16. Jahrhundert